# 喬治·坎寧
喬治·坎寧（1770年4月11日—1827年8月8日），英國政治家，外相，曾短暫出任英國首相。

## 生平

### 早年生涯
坎寧的先世居於英格蘭，但在十七世紀初移居到愛爾蘭。至於坎寧則生於倫敦，父親是一位貧窮的紳士，為了償還債務，而變賣了家族的宅第和繼承得來的遺產，並在坎寧一歲的時候撒手人寰。坎寧的母親，在丈夫去世後去了當舞台演員，在當時的社會來說，並不是一項尊貴和受人尊敬的行業。
坎寧年幼時便顯露出非凡的才華和天份，加上母親又再婚，因此，在家庭的朋友說服下，坎寧的一位非常富有的叔父，斯特拉福·坎寧（Stratford Canning），成為了他的監護人，除了定期提供他生活費，又供養他上學讀書。坎寧在1781年轉讀伊頓公學，後在1787年入讀牛津大學的基督教堂学院。在大學裡，他是十分活躍的份子，隨了負責編輯學校的雜誌，又組織了辯論會，是一位十分出色的辯論者。另外，他在大學和不少人結成了好朋友，例如有利物浦勳爵、格蘭維爾·勒文森-古爾和約翰·胡卡姆·弗里爾等等。坎寧在1791年夏天取得文學士學位，翌年取得律師資格，並在1794年7月6日成為文學碩士，但他真正的志願是當政治家。

### 政治生涯
斯特拉福·坎寧是輝格黨的支持者，所以早在1780年代，他便介紹坎寧給查爾斯·詹姆斯·福克斯、埃德蒙·伯克和理查·布林斯里·謝里敦（Richard Brinsley Sheridan）等輝格黨員認識（其中謝里敦和坎寧更結成了畢生好友）。可是，坎寧清貧的家境與微薄的財力，顯得他在輝格黨的政治前途非常暗淡，因為輝格黨的領袖們，都是一些抗衡君主的富有貴族和地主。再者，當1790年代初爆發了激進的法國大革命以後，坎寧變得更為保守。
坎寧在真正涉足政治的時候，他選擇了保皇的托利黨，並得到領袖小皮特的賞識。在小皮特的協助下，坎寧在1793年成為下議院議員，代表懷特島的紐敦，但事實上，那是一個有名無實的選區。在1796年，他轉為代表另一個有名無實的選區，白金漢郡的文多弗（Wendover）。

#### 政治作風
坎寧是一位出色的演說家和作家，這使他很快便受到英國政壇的注意。他在下議院所發表的演說，更為小皮特的支持者注入一種前所未有的張力。總言之，他的才華使他在小皮特的派系中漸具影響力，除了影響小皮特政府的政策，更使他在後來成功加入內閣。
另一方面，坎寧不止於在國會發表演說，也在英國各地巡迴演講，進行競選活動，這在當時來說，是一種新嘗試。
憑藉著自己的魅力和許下的諾言，坎寧很快便有一批忠於他的支持者（即後世所指的坎寧派，Canningites）。可是，坎寧也是一位自負與武斷的人，常把一些有才華的潛在支持者拒諸門外。

#### 出任公職
在1795年11月2日，坎寧獲聘任為外務次官（Under Secretary of State for Foreign Affairs）。任內，他是小皮特的忠實支持者，結果時常和輝格黨的外相格倫維爾勳爵發生爭執，最後他在1799年4月1日辭職。
1799年，坎寧出任管理委員會專員，又在1800年改任軍隊主計長（Paymaster of the Forces）。小皮特在1801年辭任首相，坎寧也一同辭職，成為反對黨的一方。當小皮特在1804年重任首相時，坎寧獲委員為海軍財務主管（Treasurer of the Navy）。
小皮特在1806年初逝世，坎寧也隨之離開政府，可是在翌年，他獲新首相波特蘭公爵聘任為外務大臣，主理有關拿破崙戰爭的對外事務，期間，他更成功在哥本哈根部署，以計謀擊退拿破崙的軍隊。

#### 與卡蘇里決鬥
在1809年，坎寧與政府陷入了內部紛爭，並曾轟動一時。當時，坎寧與陸軍及殖民地大臣卡蘇里勳爵，在調動軍隊的問題上發生不和，坎寧曾承諾葡萄牙，會儘早發兵援助，但卡蘇里卻把軍隊調往荷蘭。結果政府因兩人的紛爭而瀕臨癱瘓。首相波特蘭公爵由於身體欠佳，無力作出調停，亦無法有效繼續領導政府。於是，坎寧威脅波特蘭公爵，如果不以韋爾斯利勳爵（Lord Wellesley）取代卡蘇里勳爵，他將會請辭。波特蘭公爵最後答應了坎寧的要求，並將兩人間的協議保密。
卡蘇里在1809年9月得悉兩人之間的協議，除了感到十分憤怒，又要求補償。他之後更挑戰坎寧，進行決鬥。兩人間的決鬥在1809年9月21日舉行，由於坎寧從未開過手槍，結果他在決鬥中沒有命中卡斯爾雷，卡蘇里則射傷了坎寧的大腿。事件公開以後，輿論對兩名內閣成員訴諸武力解決不和，感到震驚和憤慨。隨後，波特蘭公爵因健康狀況惡化而辭去首相一職，坎寧遂向英皇喬治三世自薦出任首相，但喬治三世卻選擇了斯賓塞·珀西瓦爾。坎寧唯有再次離開政府，而令他安慰的是，卡蘇里也選擇辭職。

#### 重返政府
珀西瓦爾在1812年被刺殺身亡後，繼任的首相利物浦勳爵，再次委任坎寧為外務大臣。但是，坎寧卻希望同時出掌下議院領袖一職，又不願和卡蘇里共仕政府，所以拒絕了邀請。1814年，坎寧成為英國駐葡萄牙大使，並於一年後返國。返國後，利物浦勳爵再次邀請坎寧加入內閣，結果他在1816年成為管理委員會主席（President of the Board of Control）。
坎寧在1820年又一次宣佈請辭，原因是不滿卡羅琳皇后得到的安置安排（卡羅琳皇后是喬治四世的髮妻，但兩人的關係早已疏離），而他與卡羅琳又是私底下的密友，並曾有過一段緋聞。

#### 再次重返政府
在1822年，當時已晉為倫敦德里侯爵（Marquess of Londonderry）的卡蘇里自殺身亡，於是坎寧接任卡蘇里出任外務大臣和下議院領袖。在第二次出掌外相期間，他除了退出了會議制度，又企圖拉攏美國總統門羅，發表重新執行光榮孤立的宣言。另外，坎寧成功使南美洲獨立國家擺脫法國的影響，並積極支持廢除奴隸貿易。

#### 首相與死亡

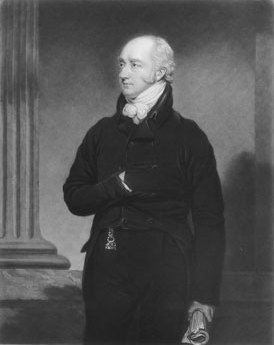
喬治·坎寧，畫於1826年。

利物浦勳爵在1827年退任首相一職，並在三名候選人，威靈頓公爵、罗伯特·皮尔從男爵和坎寧中，選擇了坎寧。結果，另外兩名候選人均不願在坎寧的政府供職，同時間，利物浦勳爵的五名內閣官員，和40名初級官員也不願追隨坎寧，組成新政府。在當時，托利黨已出現了嚴重分裂，分成了「高級托利派」（High Tories，又稱極端份子，即Ultras）和溫和派，當中，只有溫和派（坎寧派）支持坎寧。坎寧發現自己難以組成政府，便唯有邀請輝格黨成員加入政府，其中包括蘭斯多恩勳爵（Lord Lansdowne）等人。雖然坎寧反對國會改革，而輝格黨則支持改革，但他們仍然能夠達成協議，在新政府不討論有關國會改革的議題。
坎寧雖然能成功組閣，但他的身體狀況卻每況愈下，最後在1827年8月8日逝世於奇西克（巧合的是，福克斯於21年前在同一所房間逝世），死於任內，享年57歲。坎寧在任首相只有119日，是彼時任期最短的英國首相，此記錄於195年後才被莉兹·特拉斯由45日打破紀錄。他死後被安葬於西敏寺。

## 影響與評價
坎寧時常被後世評為「失去的領袖」（lost leader），而且有不少人推測，假如坎寧沒有早逝，英國將會有甚麼光明景象。在現實中，坎寧死後，溫和派托利黨和輝格黨組成的政府在戈德里奇勳爵帶領下，最終在1828年初垮台，並由威靈頓公爵接任首相。威靈頓公爵的內閣，最初也有一些坎寧派加入，但不久以後便悉數被「高級托利派」所取代。結果，不少坎寧派的成員轉投輝格黨，但卻在後來的選舉被托利黨痛擊。不少歷史學家認為，1827年的托利黨分裂，使托利黨在1830年代出現變革，漸漸演進為今日的保守黨。因此，對於坎寧沒有早逝的假設，至今仍眾說紛紜。
一些後世重要的保守黨黨員，如本杰明·迪斯雷利，卻視坎寧為自由的一國保守主義（One Nation Conservatism）的先驅者，相反，罗伯特·皮尔從男爵則遭受他的批評。
羅里·謬爾（Rory Muir）形容坎寧為「最卓越輝煌和多彩多姿的部長，而且肯定是這個時代的政府中最偉大的演說家。他是機智、戲謔的人，並對自己的能力擁有無比信心，這樣的能力也大大啟發了眾人，被啟發者包含喜歡他、不喜歡他或不信任他的人……他是一個熱情、積極、堅定的人，不管他著手甚麼工作，他都竭盡心力必要完成，這是他的強項，也是他的弱點……他是政府中最有才幹能力的部長。」

## 家庭

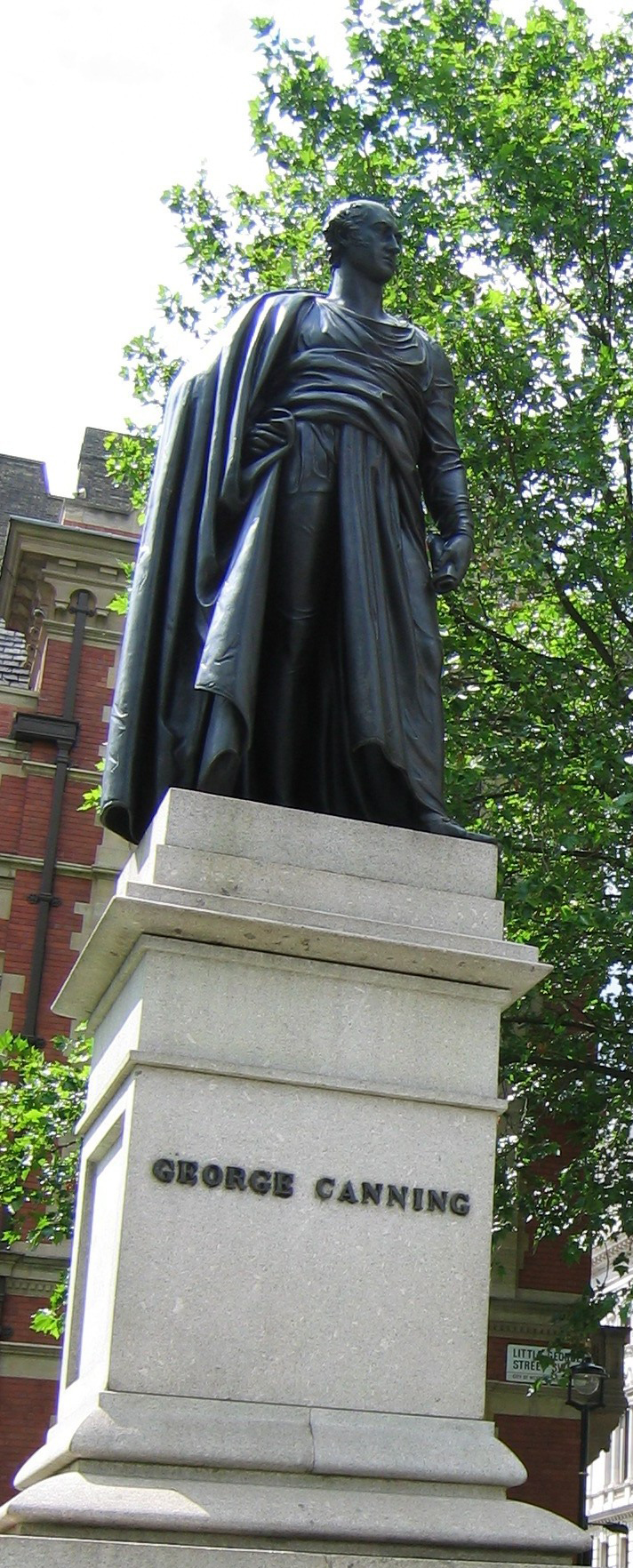
在倫敦西敏寺對出有喬治·坎寧的雕像。

坎寧在1800年7月8日迎娶瓊·司各脫（Joan Scott，1776年—1837年，後來成為第一代坎寧女子爵，即1st Viscountess Canning），並由約翰·胡卡姆·弗里爾和小皮特作見證。
喬治與瓊·坎寧有四名子女：
- 喬治·查爾斯·坎寧（George Charles Canning；1801年—1820年），死於肺結核。
- 威廉·皮特·坎寧（William Pitt Canning；1802年—1828年），在葡萄牙馬德拉溺斃。
- 哈里特·坎寧（Harriet Canning；1804年—1876年），嫁給第一代克蘭里卡德侯爵（1st Marquess of Clanricarde）
- 查爾斯·坎寧（日後成為第二代坎寧子爵和第一代坎寧伯爵；1812年—1862年）。

## 雜記
坎寧是少有的知名政客，公開使用「托利黨」（Tory）這個名詞，而這個名在1790年代用來指小皮特的支持者。後來在1824年，坎寧也是其中一位首先用「保守黨」（Conservative）來稱呼自己的政客。
為了紀念坎寧在希臘獨立戰爭所作的努力，雅典市中心其中一個廣場以他的名字命名（Πλατεία Κάνιγγος）。
在阿根廷布宜諾斯艾利斯，地下鐵路“D線”的其中一個車站，原本以坎寧命名，但在1973年遭當時的總統胡安·裴隆下令改名。
坎寧的名被使用在牛津坎寧會（Oxford Canning Club）上。
在倫敦東南部有一所喬治·坎寧酒吧（George Canning）。
在利物浦，有坎寧市和坎寧港記念坎寧。
在西澳大利亚州，也有不少地方紀念坎寧，如坎寧河（Canning River）、坎寧頓（Cannington）、坎寧谷（Canning Vale）和柏斯內的坎寧市等。

## 坎寧內閣，1827年4月—1827年8月
- 喬治·坎寧：第一財政大臣、財政大臣及下議院領袖
- 林得赫斯特勳爵：大法官
- 哈洛比勳爵：樞密院議長
- 波特蘭公爵：掌璽大臣
- 威廉·斯特奇斯·伯恩：內務大臣
- 杜德里勳爵：外務大臣
- 戈德里奇勳爵，陸軍及殖民地大臣及上議院領袖
- 威廉·赫斯基森：貿易委員會主席及海軍財務主管
- 查爾斯·威廉斯-溫恩：管理委員會主席
- 貝克斯利勳爵：蘭卡斯特公爵領地總裁
- 帕尔姆斯顿勳爵：駐陸軍部大臣
- 蘭斯多恩勳爵：不管部大臣

### 變動
- 1827年5月，林業及林森第一專員卡萊爾勳爵加入內閣。
- 1827年7月，波特蘭公爵改任不管部大臣，其原職由卡萊爾勳爵接替。W·S·伯恩則出任林業及林森第一專員，並由蘭多斯恩勳爵接任伯恩，出任內務大臣一職。皇家鑄幣局局長喬治·特尼（George Tierney）則晉身內閣。

## 備註
1. ↑  Rory Muir, Britain and the Defeat of Napoleon (London: Yale University Press, 1996), p. 10, p. 59, p. 77.